# Palazzo del Capitano di Giustizia
Il palazzo del Capitano di Giustizia (Palazz di Sedes Arma in dialetto milanese) è uno storico palazzo della città di Milano, sito al Verziere fra piazza Fontana e piazza Beccaria, oggi sede del Comando centrale della Polizia locale di Milano.

## Storia

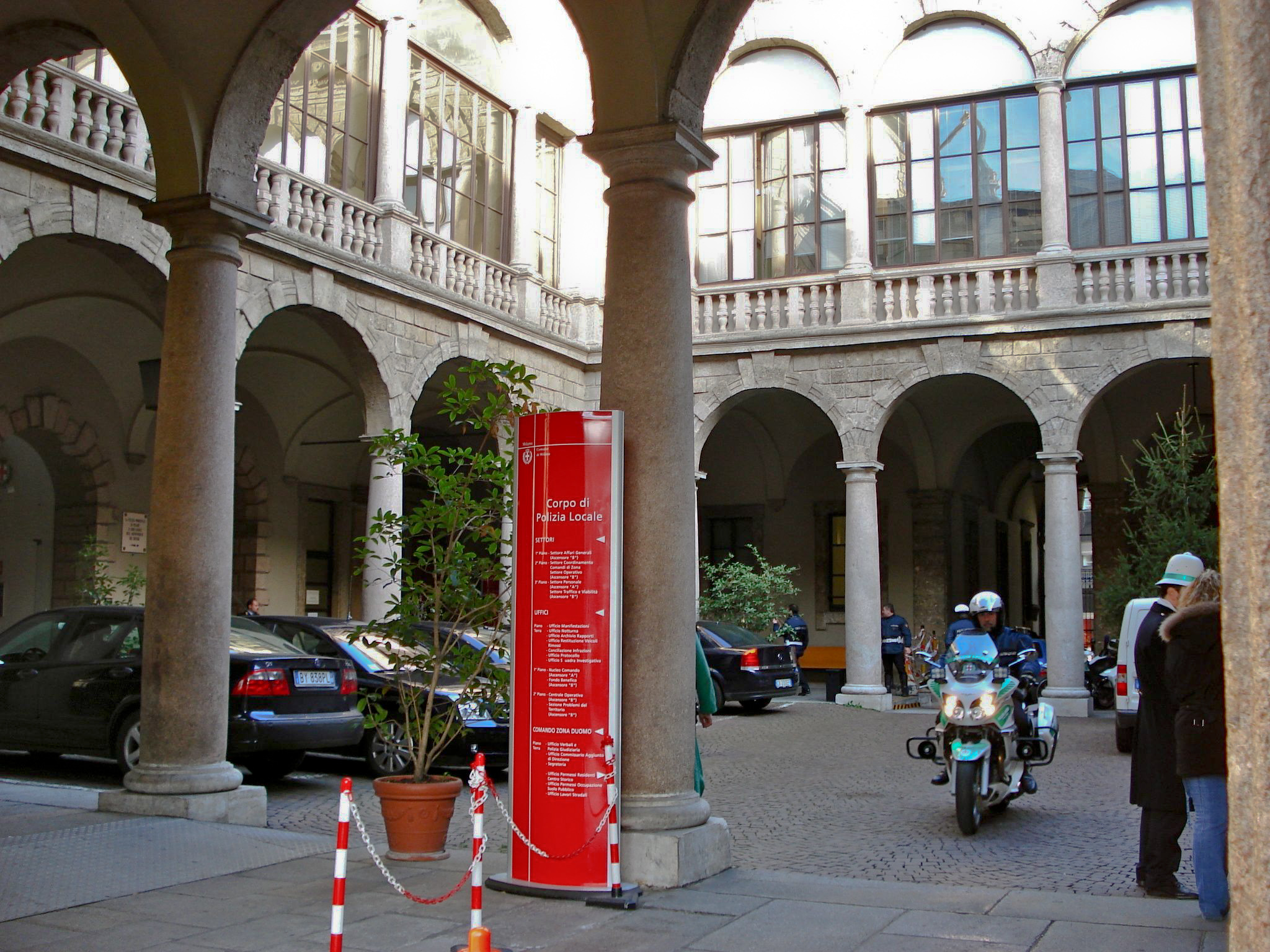
Corte interna

Il palazzo fu la principale sede dell'amministrazione della giustizia a Milano per circa tre secoli, dal XVI al XIX, durante le dominazioni spagnole ed austriache. Il capitano di giustizia era infatti, fin dall'epoca medioevale, la figura che sovrintendeva all'ordine pubblico della città. 
La costruzione dell'edificio fu deliberata negli anni settanta del Cinquecento, dietro l'impulso del governatore spagnolo Don Gabriel de la Cueva y Girón duca di Albuquerque, e dell'arcivescovo Carlo Borromeo, i quali fornirono anche i fondi iniziali per la costruzione. Il progetto fu affidato all'architetto milanese Pietro Antonio Barca, di cui costituisce la prima opera nota.
Il palazzo era detto anche "delle nuove carceri", in quanto in esso venivano anche rinchiusi i detenuti. Presso l'ala nord, oggi prospettante su piazza Beccaria, era la casa del boia e il luogo dove avvenivano le esecuzioni capitali. A tale motivo, infatti, la piazza venne intitolata nell'Ottocento al fautore dell'abolizione della pena di morte, Cesare Beccaria. 
Del progetto originale sono la facciata verso piazza Fontana e la corte centrale, mentre il resto è principalmente frutto degli ampliamenti successivi e delle ristrutturazioni effettuate dall'architetto Piero Portaluppi a seguito dei danni riportati durante la seconda guerra mondiale.

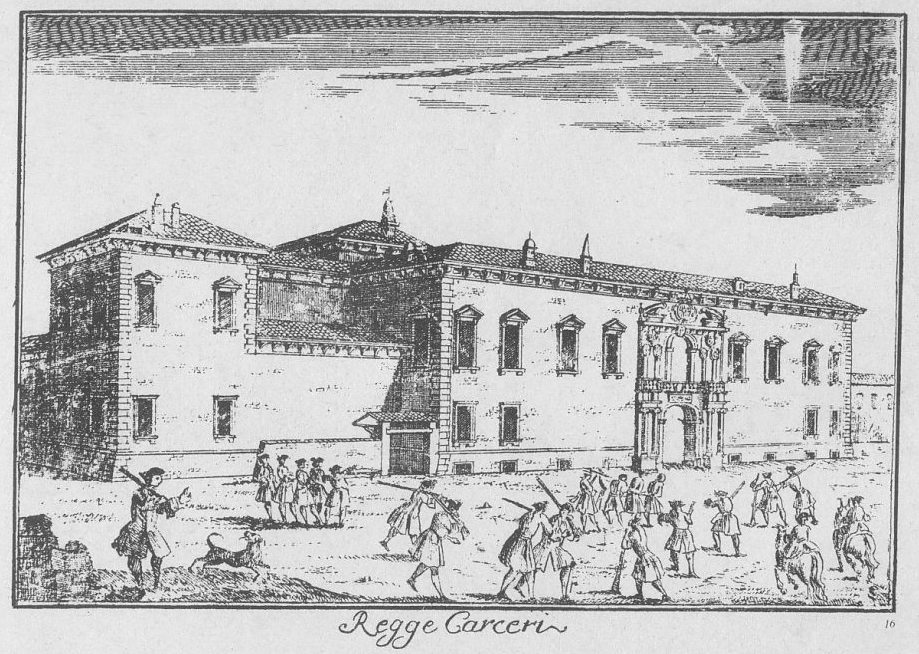
Marc'Antonio Dal Re, incisione dalle Vedute di Milano, 1745
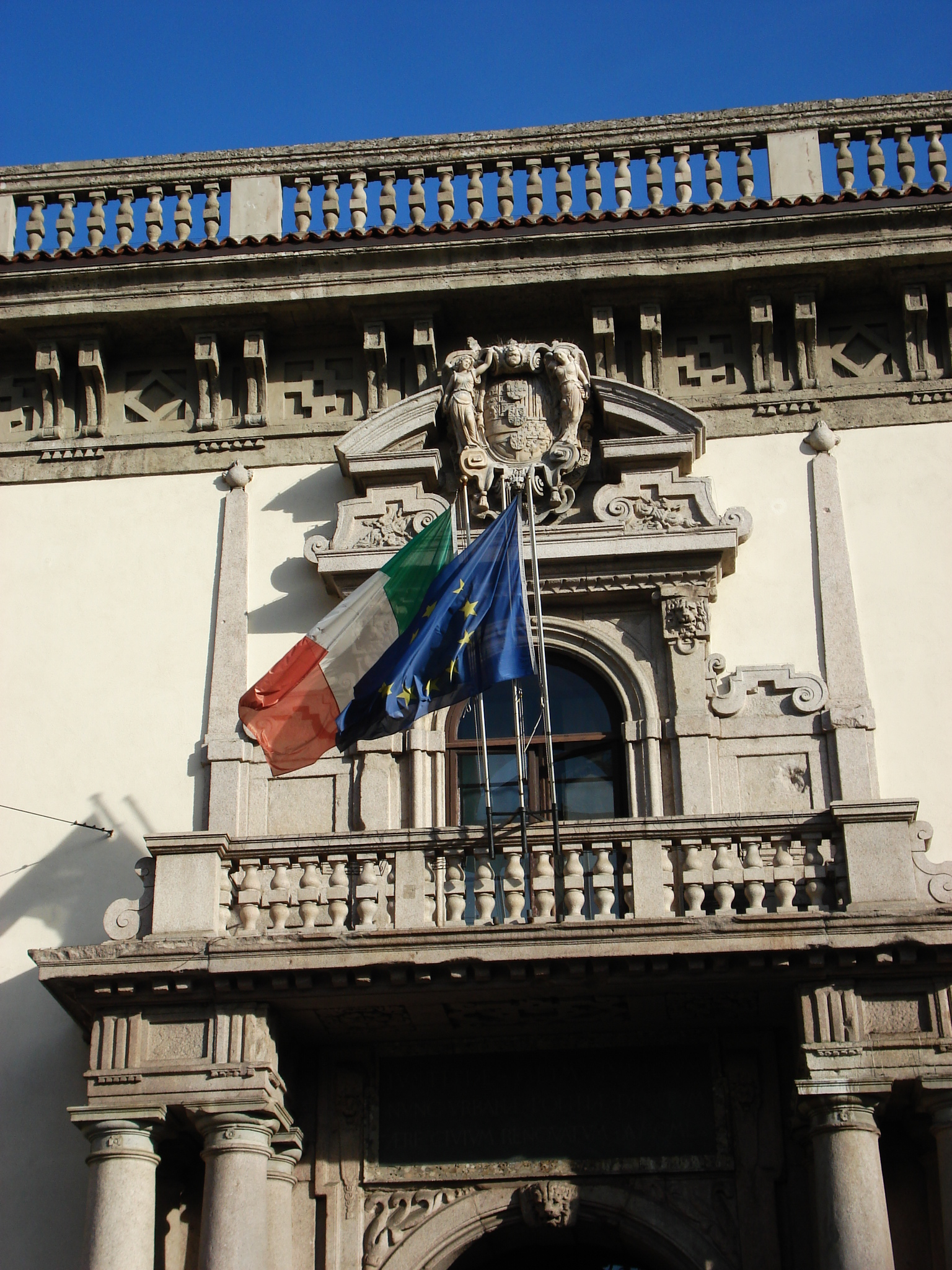
Dettaglio della facciata, con stemma del Ducato di Milano spagnolo